# Francesca de Rímini

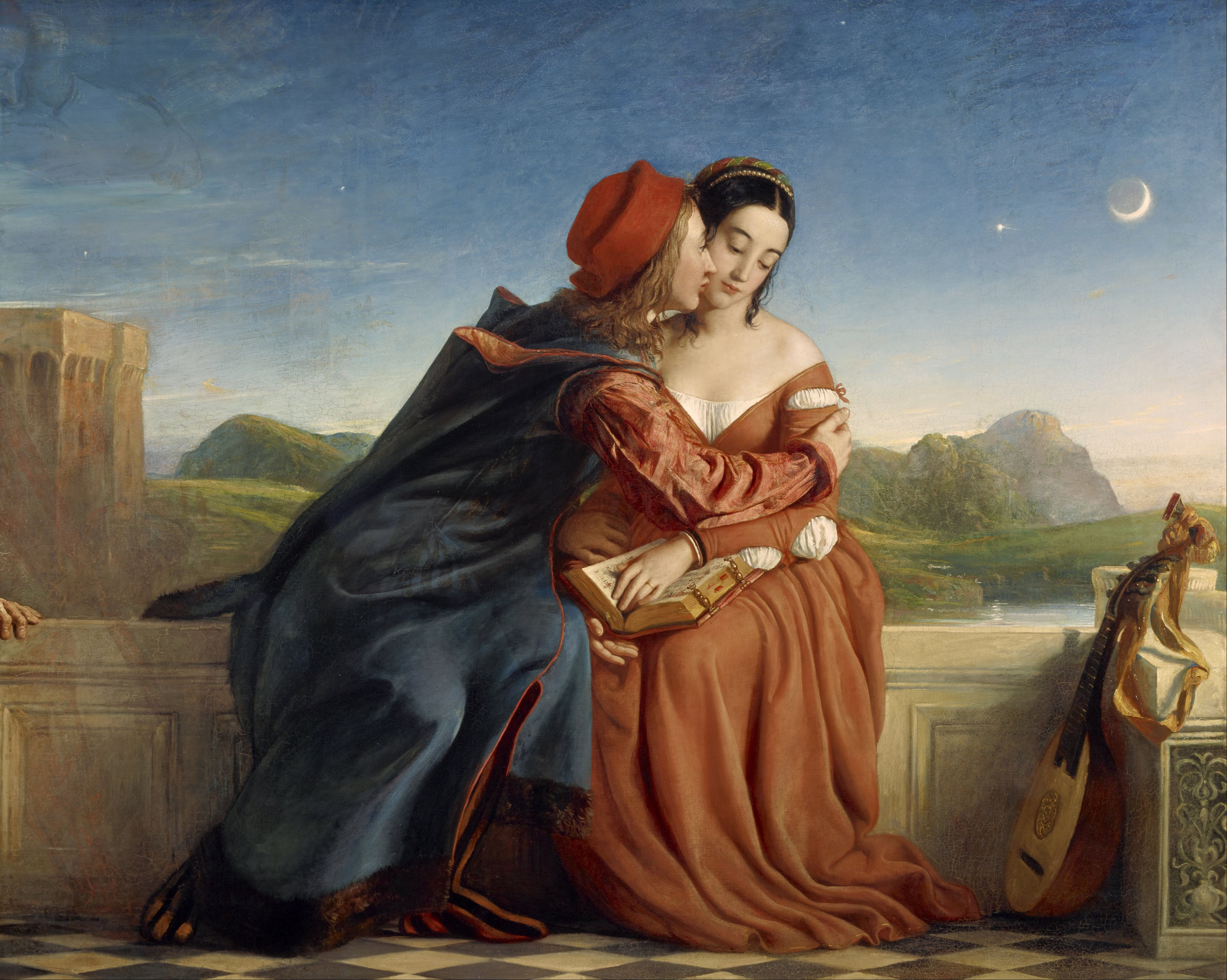
Francesca da Rimini, de William Dyce, obra de 1837.

Francesca de Rímini o da Polenta (Ravena, ca. 1259 – Gradara, Pesaro, 1285) fue una noble italiana de la Edad Media cuyo trágico destino fue inmortalizado por su contemporáneo Dante Alighieri en La Divina Comedia colocándola junto a su amante, en el segundo círculo del Infierno, destinado a los pecadores por lujuria; pero a su vez los intenta justificar y los ejemplifica como símbolos del amor.

## Historia
Era hija de Guido da Polenta, príncipe de Ravena (1275–1290), ciudad donde ella nació. Contrajo matrimonio en 1275 con Gianciotto Malatesta de Rímini porque, por razones políticas, esta unión era importante para su padre. Francesca se sintió atraída por el hermano menor de Gianciotto, Paolo, de quien se hizo amante. Cuando su marido descubrió la relación que ambos mantenían, asesinó a la pareja. Los estudios más recientes establecen que esto sucedió entre 1283 y 1285, cuando Gianciotto tenía poco más de 40 años, Paolo entre 37 y 39 años y Francesca sobre 25 años.

## Repercusión

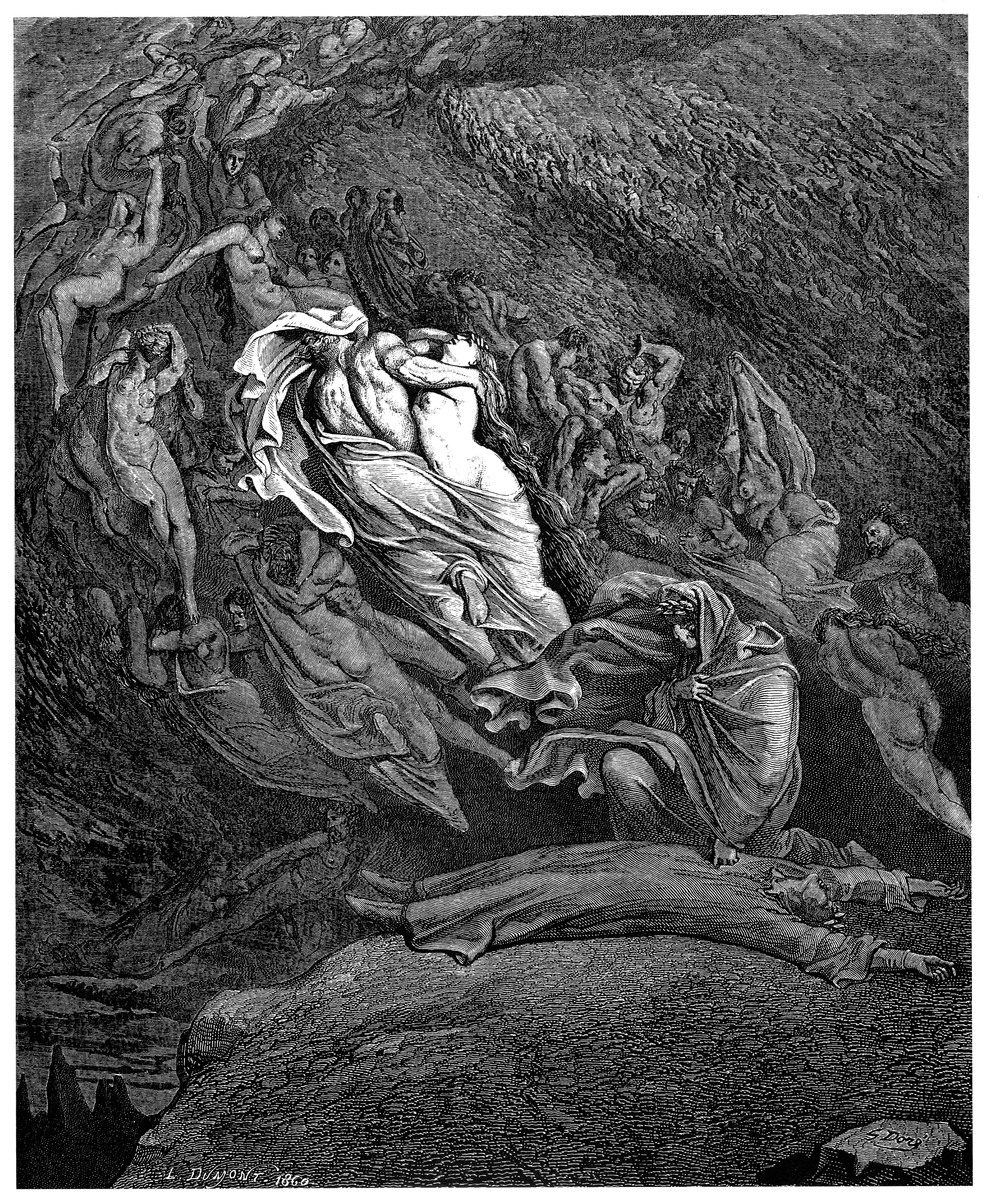
Ilustración de La Divina Comedia, por Gustavo Doré.

Este trágico asunto amoroso constituyó el tema de uno de los más famosos episodios de la Divina Comedia de Dante, en la que Paolo y Francesca son tratados con gran compasión, en el célebre canto V del Infierno.
Esta historia ha inspirado otras obras literarias, como el poema titulado Historia de Rímini (1816), de Leigh Hunt, y el drama Francesca da Rimini (1902), de Gabriele D'Annunzio, que inspiró la ópera del mismo nombre a Riccardo Zandonai. Gustavo Adolfo Bécquer, por su parte, también hace alusión a la historia de Francesca y Paolo en su Rima XXIX, aunque sin mencionarlos directamente.
La historia de Francesca y Paolo —especialmente la escena de la lectura de la historia de Lancelot y Ginebra durante la que se dieron el primer beso— también ha sido tratada en la pintura, entre los pintores franceses del siglo XIX como Ingres y Alexandre Cabanel, y por pintores medievales y los del Prerrafaelismo.
En escultura, El Beso de Auguste Rodin se inspira en la misma fuente. Esta obra fue concebida originalmente como parte de La Puerta del Infierno, un proyecto monumental basado en el Infierno, de Dante.
La fantasía orquestal de Chaikovski Francesca da Rimini (1876) está igualmente inspirada en su historia, como la ópera Francesca da Rimini de Rajmáninov y la de Riccardo Zandonai de 1914 que tuvo gran popularidad en Italia (ver Francesca da Rimini (ópera)). También inspiró la ópera de Eduard Nápravník estrenada en San Petersburgo en 1902 y la ópera dejada inconclusa por Herman Goetz, de 1877.

## Apariciones como personaje

### Teatro

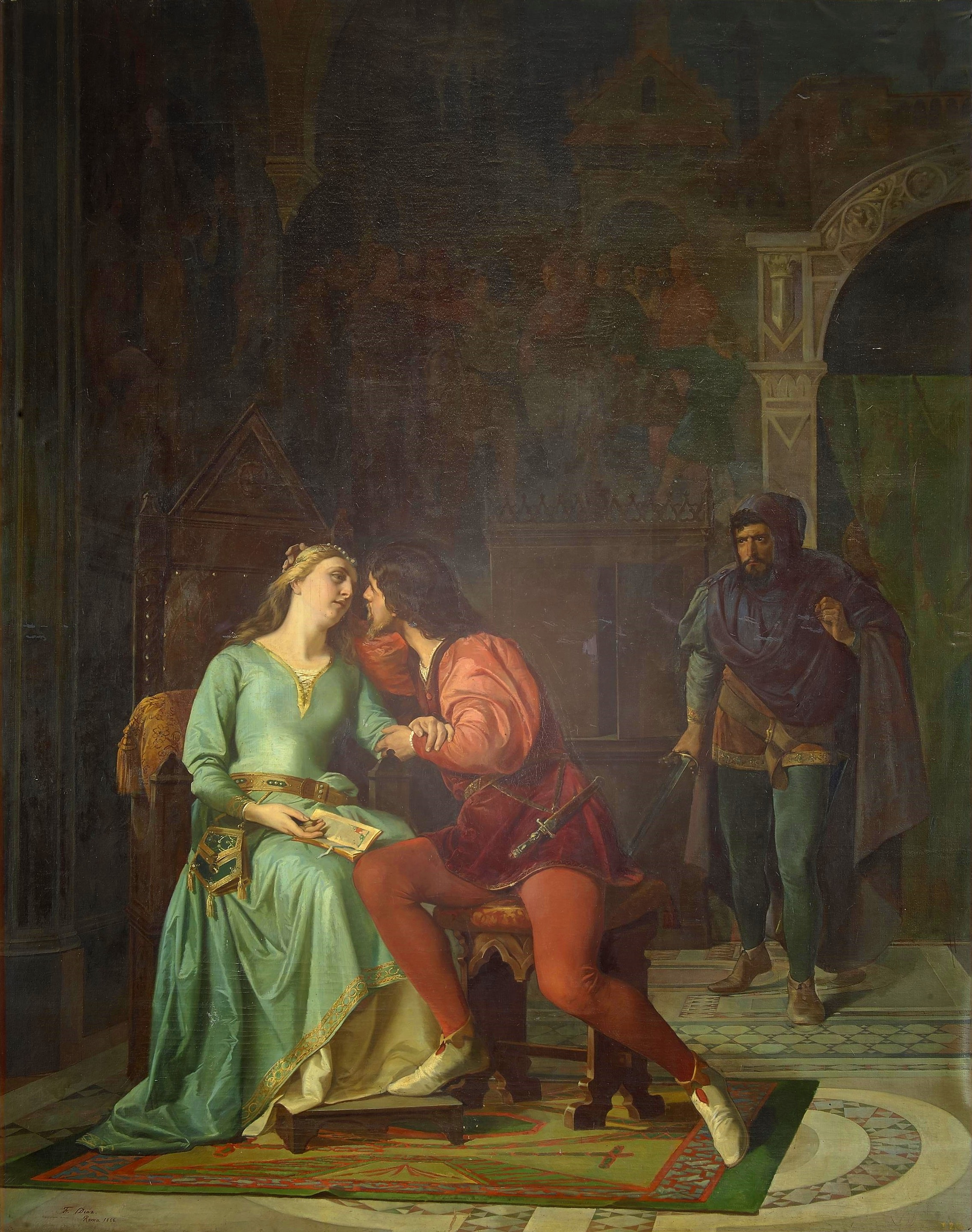
Francisca de Rímini, por Francisco Díaz Carreño. 1866 (Museo del Prado, Madrid).

- Silvio Pellico, Francesca da Rimini. (1818). Tragedia.
- Feliciano Strepponi, Francesca da Rimini. Ópera; Padua (1823).
- Paolo Carlini, Francesca da Rimini. Ópera; Nápoles (1825).
- Saverio Mercadante, Francesca da Rimini. Ópera; Madrid (1828).
- Gaetano Quilici, Francesca da Rimini. Ópera; Lucca (1829).
- Pietro Generali, Francesca da Rimini. Ópera; Venecia (1829).
- Giuseppe Staffa, Francesca da Rimini. Ópera; Nápoles (1831).
- Fournier-Gorre, Francesca da Rimini. Ópera; Livorno (1832).
- Francesco Morlacchi, Francesca da Rimini. Ópera (1836)
- Antonio Tamburini, Francesca da Rimini. Ópera; Rimini (1836).
- Emanuele Borgatta, Francesca da Rimini. Ópera; Génova (1837).
- Gioacchino Maglioni, Francesca da Rimini. Ópera; Génova (1840).
- Eugene Nordal, Francesca da Rimini. Ópera; Linz (1840, posth.)
- Salvatore Pappalardo, Francesca da Rimini. Ópera; Génova (1840)
- George Henry Boker, Francesca da Rimini. (1853). Teatro
- Herman Goetz, Francesca da Rímini (1877, inconclusa)
- Ambroise Thomas, Françoise de Rimini (1882). Ópera
- Gabriele d'Annunzio, Francesca da Rimini. Tragedia (1901)
- Eduard Napravnik, Fancesca da Rímini, San Petersburgo (1902)
- Stephen Phillips, Paolo & Francesca. Teatro (1902).
- Francis Marion Crawford, Francesca da Rimini. (1902). Teatro
- Marcel Schwob, Francesca da Rimini. Teatro (1903)
- Serguéi Rajmáninov, Francesca da Rimini. Ópera (1906).
- Franco Leoni, Francesca da Rimini. Ópera (1914)
- Riccardo Zandonai, Francesca da Rimini. Ópera (1914).
- Nino Berrini, Francesca da Rimini. Teatro (1924).

### Poemas sinfónicos
- Piotr Ilich Chaikovski, Francesca da Rimini. (1876).
- Arthur Foote, Francesca da Rimini, Op. 24 (1890).
- Antonio Bazzini, Francesca da Rimini, Op. 77 (Berlín, 1889/90).
- Paul von Klenau, Francesca da Rimini, (1913 - rev. 1919).